# Forsvarsattaché
En forsvarsattaché indgår i sit lands diplomatiske mission i et andet land. Forsvarsattachéen har til opgave dels at skabe kontakt mellem eget lands og det udenlandske forsvar, dels at indhente oplysninger til brug for eget forsvar. Attachéen er officielt akkrediteret, og dermed godkendt, af værtslandet. Det betyder, at han har direkte adgang til relevante ministerier – specielt forsvarsministeriet – samt underliggende militære myndigheder efter værtslandets nærmere bestemmelse. Forsvarsattachéen er således ikke en militær spion, da han har værtslandets autorisation til at indhente informationer af sikkerhedspolitisk eller militærfaglig karakter. I sagens natur vil værtslandet i større eller mindre grad sætte rammer eller lægge begrænsninger for, hvem forsvarsattachéen må kontakte. Desuden vil værtslandet gennem tilbud om foredrag, orienteringer eller faglige rejser for attachéerne forsøge at forme, hvilke informationer der umiddelbart gøres tilgængelige. Det betyder, at informationerne ofte søges "plantet" i en form og med et indhold, som værtslandet selv kan stå inde for. Denne fordrejning kan søges modvirket ved, at attachéen opbygger et netværk af personer ("gode venner") i værtslandets diplomatiske eller militære organisation samt blandt andre (og større) landes attachéer, hvorved mere uvildig og pålidelig information kan indhentes. 
Ved store diplomatiske missioner kan forsvarsattachéen have assistenter i form af militærattaché (hæren), marineattaché og flyverattaché, der hver kan have et ansvarsområde.
Danmark har pr. 2014 forsvarsattachéer i USA (dækkende USA og Canada), Rusland, Tyskland, Frankrig (besat af Prins Joachim pr. 18. september 2020), Storbritannien, Polen, Litauen (dækkende alle tre baltiske lande), Afghanistan, Forenede Arabiske Emirater, Etiopien og Pakistan samt i OSCE og NATO. Den 13. januar 2014 offentliggjorde Forsvarsministeriet, at Danmark endvidere får en forsvarsattaché i Folkerepublikken Kina.
Væsentlig flere lande har attachéer akkrediteret i Danmark, f.eks. Kina, Thailand og Indien samt naturligvis de fleste NATO-lande og østeuropæiske lande.